# Длинношёрстные вомбаты
Длинношёрстные вомбаты, или шерстоносые вомбаты, или волосатоносые вомбаты (лат. Lasiorhinus) — род сумчатых млекопитающих из семейства вомбатовых (Vombatidae).

## Описание
Длинношёрстные вомбаты достаточно крупные животные. Длина тела от 77 до 100 см, хвоста — 25—60 мм, вес — 19—32 кг. Мех длинный и мягкий. Спина обычно буро-серого цвета; грудь, щёки — часто белого цвета. Голова меньше, чем у короткошёрстных вомбатов. Над глазами часто имеются белые пятна. Уши небольшие, треугольной формы.

## Образ жизни
Длинношёрстные вомбаты ведут ночной образ жизни. Живут в длинных и глубоких норах. Встречаются в лесах, саваннах, в равнинных и горных областях.

## Питание
Длинношёрстные вомбаты в основном питаются различной растительностью (травой, корой, корнями).

## Воспроизводство
Сумка развита хорошо, имеет два соска. Детёныши рождаются весной (начиная с октября). Беременность длится 20—22 дня. В помёте обычно один детёныш, хотя иногда рождается двойня. Молодёжь покидает сумку матери на восьмой месяц жизни. Половая зрелость наступает в три года. Максимальная продолжительность жизни одного из экземпляров составила свыше 24 лет.

## Распространение
Длинношёрстные вомбаты встречаются в юго-восточной части Южной Австралии, на западе Виктории, в юго-западных районах Нового Южного Уэльса, в центральной и южной части Квинсленда. В настоящее время род находится под угрозой исчезновения. Основную угрозу представляет уничтожение среды обитания длинношёрстных вомбатов.

## Классификация
В род включают 2 вида:
- Lasiorhinus krefftii — Квинслендский вомбат[3][2]
- Lasiorhinus latifrons typus — Длинношёрстный вомбат[3][2], или шерстоносый вомбат[2], или широколобый вомбат[2]